# Kharp
Kharp (en russe : Харп) est une commune urbaine russe située dans l'okroug urbain de Labytnangui, dans le district autonome de Iamalo-Nénétsie, dans l'Oural polaire. Sa population s'élevait à 5 031 habitants au recensement de 2021.

## Toponymie
Le nom Kharp vient du mot nénètse signifiant « aurore boréale ».

## Géographie
La localité est située dans le district autonome de Iamalo-Nénétsie, un sujet russe de la Sibérie, dans le district fédéral de l'Oural. Kharp est l'une des deux localités de l'okroug urbain de Labytnangui, avec la ville de Labytnangui qui en est le chef-lieu. La localité se trouve sur la rive du fleuve Sob (en), près des montagnes de l'Oural polaire (en).
Elle a été intégrée dans l'okroug urbain de Labytnangui en mars 2021, la localité faisant auparavant partie du raïon de l'Oural depuis 2004.
Kharp, comme tout le district autonome, est située dans le fuseau horaire YEKT. Le décalage horaire appliqué par rapport au temps universel coordonné est +05:00.

## Histoire
Au milieu des années 1960, sur le territoire du village actuel a été construite la gare de Podgornaïa. Par la suite, en janvier 1968, par décision du Conseil des députés travailleurs de l'oblast de Tioumen, la gare a été transformée en établissement rural de Kharp. Trois ans plus tard, le Conseil suprême de la république socialiste fédérative soviétique de Russie a créé le selsoviet de Kharp,.
En 1981, Kharp a obtenu le statut de commune urbaine, et en 1997, la commune a été placée sous la subordination de la ville de Labytnangui. En novembre 2004, la commune a été intégrée à la place de Labytnangui dans le raïon de l'Oural, en obtenant le statut de municipalité au sein du raïon. En 2021, la localité a été transférée du raïon à l'okroug urbain de Labytnangui,.
Kharp est connu pour abriter la colonie pénitentiaire no 3, fondée le 21 août 1961 sur les installations d'un ancien camp de travaux forcés du goulag. Le 16 février 2024, Alexei Navalny, opposant politique au régime russe en place, y décède.

## Démographie
Recensements (*) ou estimations de la population,:
| 1989* | 2002* | 2010* | 2012  | 2013  |
| ----- | ----- | ----- | ----- | ----- |
| 5 381 | 7 278 | 6 413 | 6 308 | 6 228 |

| 2014  | 2015  | 2016  | 2017  | 2018  |
| ----- | ----- | ----- | ----- | ----- |
| 6 165 | 6 141 | 6 193 | 6 053 | 5 987 |

| 2019  | 2020  | 2021* | - | - |
| ----- | ----- | ----- | - | - |
| 5 941 | 5 850 | 5 031 | - | - |

## Colonies pénitentiaires
Kharp accueille les colonies pénitentiaires IK-18 « Hibou polaire » (en) et IK-3 « Loup polaire ». C'est dans la colonie IK-3 que l'opposant russe Alexeï Navalny est décédé le 16 février 2024 selon le service fédéral de l’exécution des peines (en) (FSIN) du district autonome de Iamalo-Nénétsie.
Jusqu'en 1970, les détenus incarcérés dans la colonie travaillaient dans des carrières de sable et de gravier destiné au remblayage de voie ferrée.